# Epidendrum cusii
Epidendrum cusii là một loài thực vật có hoa trong họ Lan. Loài này được Hágsater mô tả khoa học đầu tiên năm 1978.